# Silnice II/498
Silnice II/498 je silnice II. třídy, která vede z Kunovic do Slavkova. Je dlouhá 14,4 km. Prochází jedním krajem a jedním okresem.

## Vedení silnice

### Zlínský kraj, okres Uherské Hradiště
- Kunovice (křiž. I/50)
- Hluk (křiž. II/495, peáž s II/495)
- Dolní Němčí (křiž. II/490)
- Slavkov (křiž. I/54, III/05417)